# (4827) Dares
(4827) Dares es un asteroide que forma parte de los asteroides troyanos de Júpiter y fue descubierto por Carolyn Jean S. Shoemaker el 17 de agosto de 1988 desde el observatorio del Monte Palomar, Estados Unidos.

## Designación y nombre
Dares fue designado inicialmente como 1988 QE.
Más adelante, en 1991, se nombró por Dares, un personaje de la mitología griega.

## Características orbitales
Dares está situado a una distancia media del Sol de 5,116 ua, pudiendo acercarse hasta 4,879 ua y alejarse hasta 5,354 ua. Tiene una excentricidad de 0,04641 y una inclinación orbital de 7,707 grados. Emplea en completar una órbita alrededor del Sol 4227 días.

## Características físicas
La magnitud absoluta de Dares es 10,4 y el periodo de rotación de 19 horas.